# Corriol del Tibet
El corriol del Tibet (Anarhynchus atrifrons) és una espècie d'ocell de la família dels caràdrids (Charadriidae).

## Hàbitat i distribució
Habita aiguamolls, platges, llacs i estepes asiàtiques, criant a Kirguizstan, Tajikistan i nord-est d'Afganistan, Himàlaies, Tibet i oest de la Xina. Passa l'hivern a l'Àfrica oriental i Meridional, Madagascar, les Maldives, l'Índia, costa meridional de la Xina, Sud-est asiàtic i illes Grans de la Sonda.

## Taxonomia
En època recent ha estat separat de l'espècie Charadrius mongolus, arran treballs com ara Wei et al. 2022.